# Баштанництво

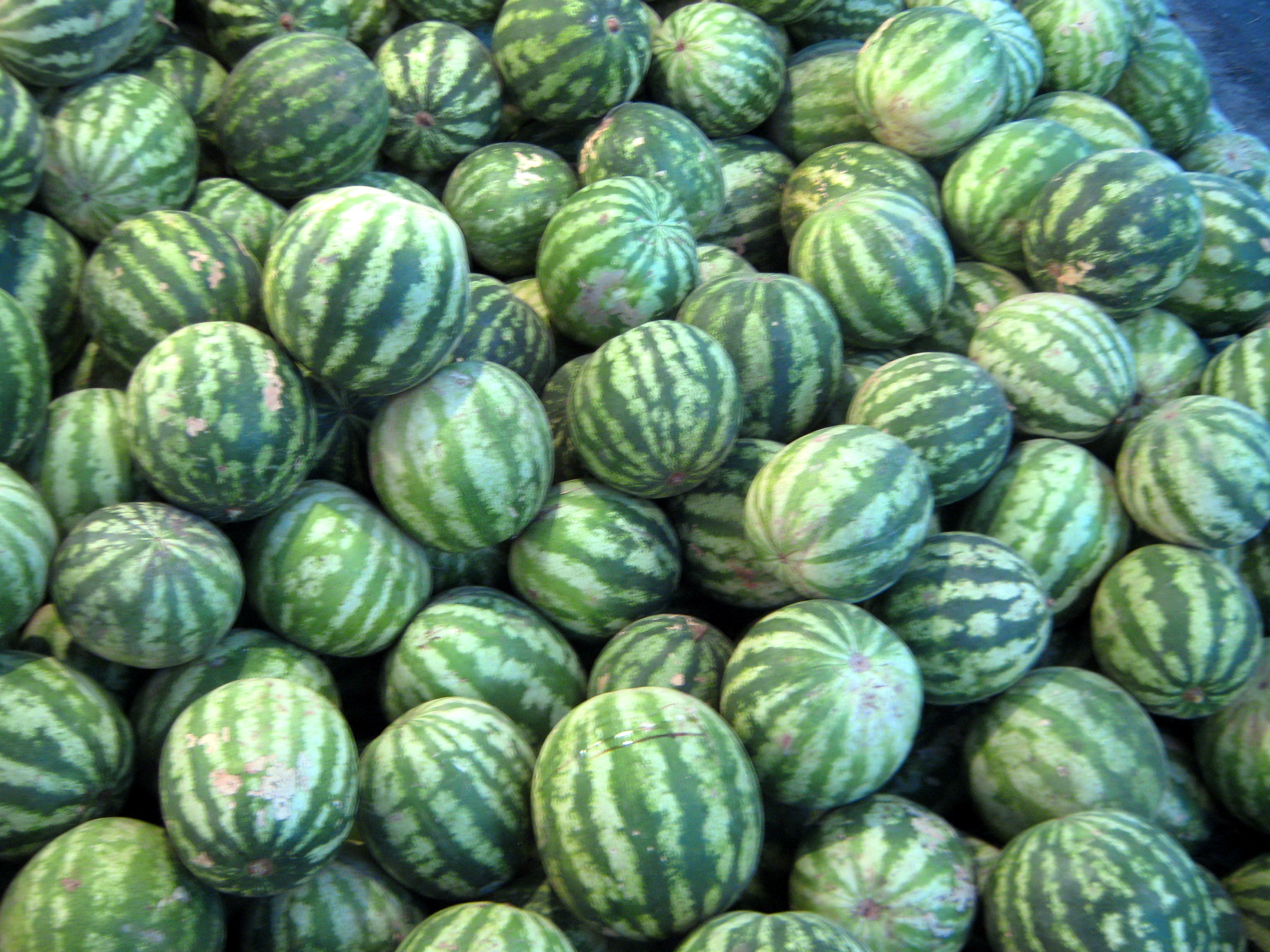

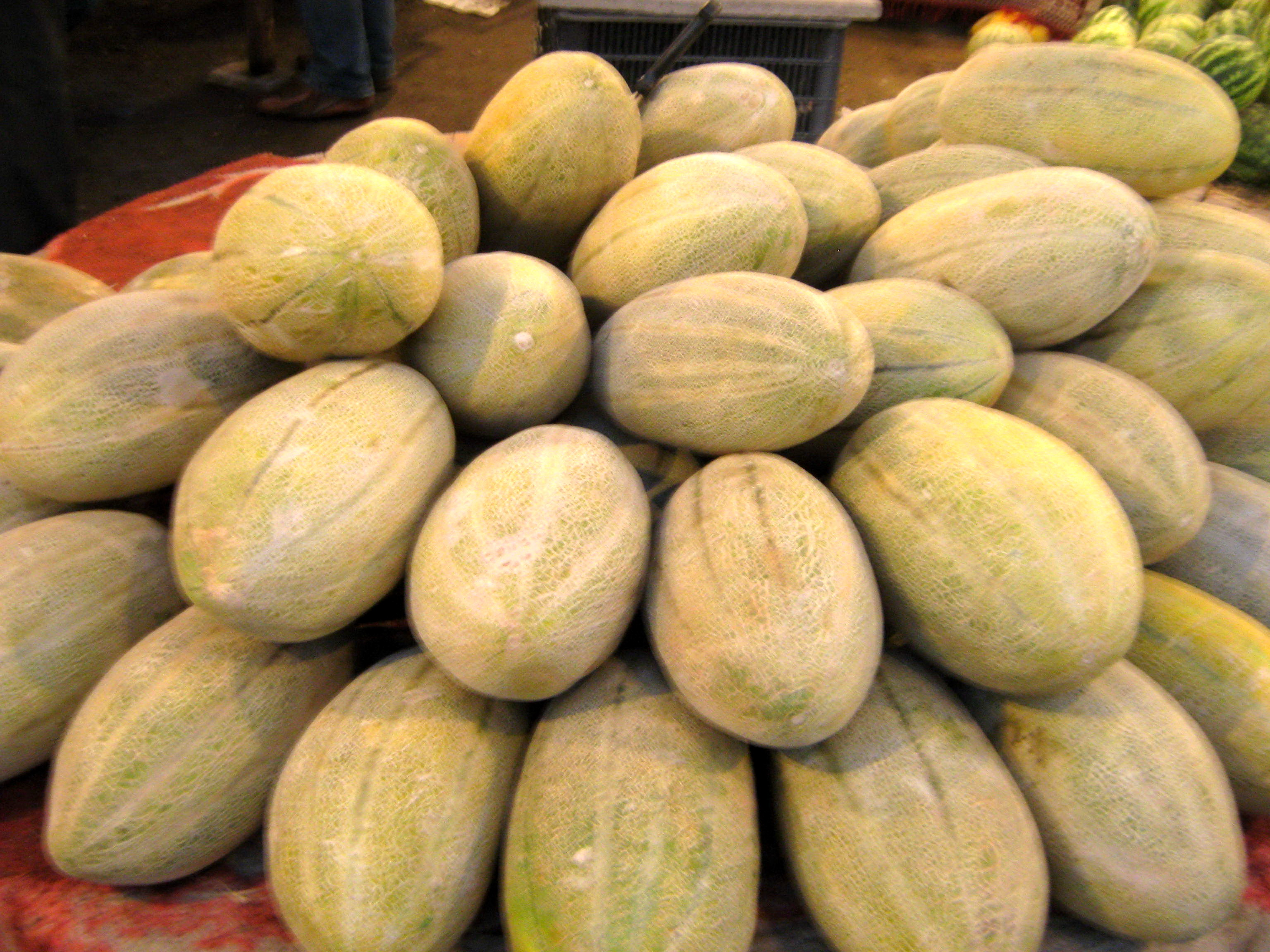

Баштанництво — галузь рослинництва, що займається вирощуванням баштанних культур. Баштанні культури, група рослин родини гарбузових (кавун, диня, гарбуз, деякі дослідники відносять до баштанного кабачки й патисони). Сланкі або рослини, що чіпляються. Походять із тропічних і субтропічних країн — Азії, Африки й Америки. Теплолюбні, досить посухостійкі, мають тривалий вегетаційний період, найкраще ростуть на легких по механічному складі ґрунтах.

## Значення галузі
Баштанництво — важлива галузь виробництва сільськогосподарської продукції, яка користується великим попитом у населення. Тільки за останні 20 років у світі збільшилися посівні площі гарбузів і динь в 2,1 рази. Плоди баштанних культур є одним з важливих постачальників вітамінів, мінеральних солей, органічних кислот та інших важливих речовин, які сприятливо впливають на обмінні процеси в організмі людини. Це не тільки цінний продукт дієтичного, профілактично — лікувального харчування, а й сировину для переробної харчової промисловості, виробництва продуктів спеціального призначення. Високі лікувальні властивості мають олія та насіння баштанних культур. В останні час слід звернути увагу на ряд позитивних тенденцій в баштанництві, які з'явилися після 2000 року.[джерело?]
Щорічно збільшуються площі під посівами баштанних культур, стала помітна спеціалізація господарств на виробництві продукції різних термінів дозрівання. Все більше господарств спеціалізується на виробництві ранньої продукції, використовуючи можливості закритого ґрунту, а саме теплиці на сонячному обігріві і різні способи вирощування під поліетиленовими плівками.

## Використання продукції
Плоди баштанних культур мають велику харчову та дієтичну цінність. Вміст цукру (5-13%) і вітамінів А, В, С, РР, фолієвої кислоти, мінеральних солей обумовлює їх високі поживні якості. Баштанні культури використовують і як лікувальні рослини. З них виробляють кавуновий і динний мед, різні кондитерські вироби, варення, повидло, мармелад, Киселі, цукати тощо.
Нестандартні та недозрілі плоди кавунів засолюють, дині сушать. З гарбузів виготовляють каші, пюре, з кабачків і патисонів — ікру. Їх консервують, засолюють. Часто плоди баштанних культур використовують для виготовлення комбінованого силосу.
Баштанництво-одна з прибуткових галузей агропромислового виробництва. Рівень рентабельності їх вирощування може сягати 400-500%. Баштанні культури 
найбільш поширені в південних і південно-східних районах країни. Серед столових видів найбільше значення мають кавуни та дині.  